# 人間魚雷回天 (映画)
『人間魚雷回天』（にんげんぎょらいかいてん）は、1955年に公開された、新東宝制作の戦争映画。監督松林宗恵、脚本須崎勝彌。主演は岡田英次、木村功。モノクロ、87分。

## 概要
1954年に出版された元海軍中佐で海軍予備学校の教官だった津村敏行の著した『人間魚雷回天』をベースに、元海軍予備士官の須崎勝彌が脚本を書き、元海軍士官の松林宗恵が監督を務めた。長年会社に言われた通りの企画を撮り続けた職人監督・松林の唯一の企画映画と言われる。

回天特別攻撃隊菊水隊隊員たちを主人公として、1944年秋から物語は始まり、訓練・出撃前夜・出撃の3部で物語が構成されている。
『きけ、わだつみの声』(1950)、『雲ながるる果てに』(1953)に次ぐ学徒兵の悲劇を描いた作品で、兵学校卒の軍人と予備士官との間の、「娑婆っ気」という言葉に象徴される意識の断絶と、否応なく死へと追いやられる者たちの思いをテーマとして色濃く描いている。

## あらすじ
珊瑚礁の海底、海藻の中に朽ちつつも原型を留めたままの人間魚雷「回天」が一基横たわっている。浸水した艇内の錆びた特眼鏡に刻みつけられた「十九年十二月十二日　一五三〇　我未ダ生存セリ」の文字が白く光る。
昭和十九年、菊薫る秋。嵐部隊大津島基地隊。特攻兵器「回天」の隊員に選ばれた男たちに、時々刻々と出撃の日が迫る……。

当初15人いた「回天」搭乗員の海軍予備士官のうち7人は既に戦死、或いは訓練中に殉職している。計器の不備の為に岡田少尉が殉職し、遺された仲間たちは遺影の前で岡田の母校・明治大学の校歌を歌って彼を偲ぶ。その歌声を耳にした海軍兵学校出身の陣之内大尉は「貴様たちの今の娑婆っ気は何だッ」と一同を整列させ、予備士官である彼らの心根を強く非難する。同じく予備士官である関谷中尉が止めに入るが聞き入れられず、関谷を含め全員が陣之内の鉄拳制裁を受ける。

暗澹たる思いの一同の元に、出撃していた村瀬少尉が姿を現した。艇の故障で発進できず戻って来た村瀬だったが、以前にも同様の事があり、二度の出撃失敗に複雑な思いを抱いていた。村瀬の思いを察して労りの言葉をかける朝倉少尉。龍谷大学出身で僧籍を持つ川村少尉が戯けながら、掲げられていた村瀬の遺影を取り外す。玉井少尉は、目をかけていた北村上飛曹も村瀬と同じく、出撃を果たせず基地に帰ってきたことを知り、生への一縷の希望を見出し安堵と喜びを覚えた。

数日後、訓練中に朝倉の乗った回天が操作不能になり海底に沈んでしまう。救助艇にも気付かれず、必死の努力で何とか自力で艇を浮上させた朝倉は、ハッチを開け新鮮な空気を胸いっぱいに吸い込み、生きているということに感動を覚える。海沿いの小径を歩く女の子たちの歌う「赤とんぼ」が聞こえてくる。浮上した朝倉を発見し、救助に来た玉井と村瀬たちに「生きてるってことは文句なしに素晴らしいぞ」と言う朝倉だが、明朝出撃の命令が下ったことが告げられる。

出撃前夜、他の士官たちは主計少佐と共に外出したが、朝倉は一人、宿舎で過ごす。散歩から帰ってきた朝倉は、彼らの世話係を務める二人の老水兵が古参水兵から理不尽な鉄拳制裁を受けている場に出会し、「特攻隊への申し訳」「海軍の伝統と精神」という言葉で暴力を正当化していることに強い怒りを覚える。「特攻隊に出撃して行くのは誰だ、貴様達か」と古参兵に怒りをぶつけ、「俺は今から特攻隊の名において貴様達を修正する」と拳を振り上げたものの、「人間を人間として扱わないこと。それがもし、帝国海軍の伝統なら大へんな誤りだと、学生上がりの予備士官が言い残して出撃して行ったことを時々は思い出してくれ」と言い残して立ち去る。部屋に戻ってカントの『純粋理性批判』を読んでいると、世話係の一人、田辺一水が兵役に就く前は大学で教師をしており、母校の東大の先輩と知り、最後の夜を二人で語り合う。死地に向かう有為の若者を前に、田辺はいたたまれず「死なないでください」と訴えるが、朝倉は、自分たちは無謀な戦いを無謀なものと気づかせる為に死んでいくのだと答え、“Es ist gut(これでよい)”とカントの最期の言葉で自身の心境を表現する。

朝倉以外の仲間と酒宴に参加したものの、割り切れない思いに苦しむ玉井は、彼を訪ねて来た婚約者の早智子と出会い、最後の時を共に過ごす。

そして様々な思いを胸に、彼らは出撃の朝を迎えた。

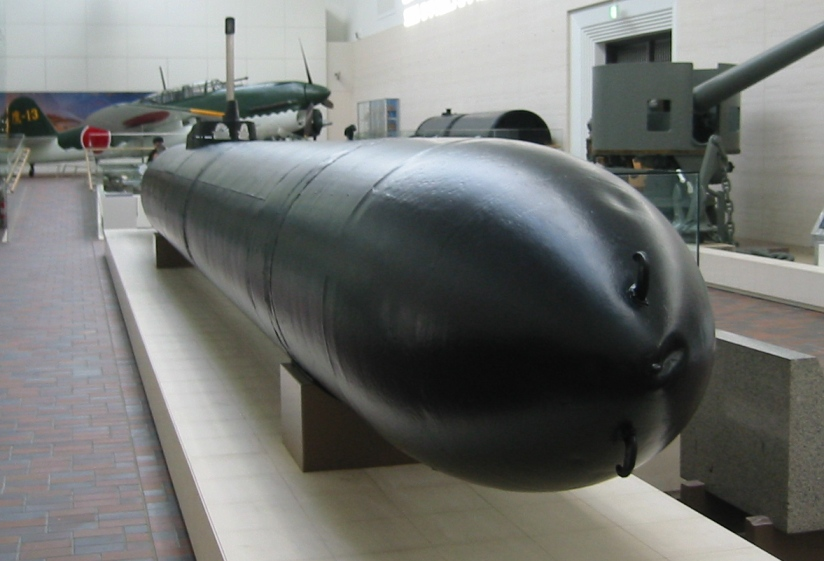
靖国神社の軍事博物館に展示されている特攻兵器「回天一型」

## スタッフ
- 監督：松林宗恵
- 企画：廣川聰
- 原作：津村敏行『人間魚雷回天』 (大和書房、1954年)、斎藤寛(元伊56潜水艦軍医長)『鉄の棺』（三栄出版社 1953年)
- 脚本：須崎勝彌
- 撮影：西垣六郎
- 照明：傍士延雄
- 録音：中井喜八郎
- 美術：進藤誠吾
- 音楽：飯田信夫[4]
- 助監督：瀬川昌治
- 編集：後藤敏男
- 特殊技術：新東宝特殊技術
- 製作主任：前田晃利

## キャスト
- 玉井少尉：木村功
- 朝倉少尉：岡田英次
- 岡田少尉：和田孝
- 村瀬少尉：宇津井健
- 池上少尉：国方伝
- 吉田少尉：織本順吉
- 川村少尉：高原駿雄[5]
- 加藤少尉：鈴木紳也[5]
- 関屋中尉：沼田曜一
- 真鍋早智子：津島恵子
- 大野上水：殿山泰司[5]
- 田辺一水：加藤嘉[5]
- 松本上飛曹：小高まさる
- 北村上飛曹：附田博
- 陣之内大尉：高橋昌也
- 鈴木主計少佐：丹波哲郎[5]
- 二階堂中佐：神田隆[5]
- 石丸中将：久保春二
- 佐々木整備兵曹長：西村晃
- 有馬少佐(イ号潜水艦艦長)：伊沢一郎
- 桐原軍医長：増田順二[5]
- 野本一水：坂内英介
- 農夫：横山運平、
- 碇荘のエス(美代子)：野上千鶴子
- 碇荘のエス：三原葉子
- 碇荘の女将：千明みゆき

## シナリオとの相違
シナリオにはあるが映画からは削除された主なシーンと相違部分
- 艇の故障で出撃できず帰還した北村上飛曹は、母親恋しさに故障を装って生還したと同僚達になじられて精神的に追い詰められており、玉井少尉とのニアミス事故後に陣之内大尉からも強い叱責を受けて精神の均衡を崩し「私はたるんどります」と繰り返しながら、玉井少尉の目の前で投身自殺をしてしまう。
- 関屋隊4名を乗せていたイ号潜水艦は敵の爆撃を受け、朝倉少尉ら3名の出撃後に自爆する。
- 映画本編では、イ号潜水艦で回天搭乗員の世話係を担当する野本一水が袋に入れたネズミを村瀬少尉に渡そうとするが、シナリオではネズミではなく袋に入れた油虫で、村瀬少尉ではなく朝倉少尉にそれを手渡す。元気に動き回るそれを見た朝倉少尉は「有難う」と受け取って回天に乗り込む。出撃後に朝倉少尉が全てを悟って沈んでゆくシーンではそれが艇内を這い回っていると描写されている。

## 評価
概ね好評価ではあったが、当時まだ新人であった須崎勝彌の脚本家としての力量不足と、冒頭とラストのモノローグについては脚本家の主張が前面に出過ぎていることが難点として指摘されている。

演出に関しては、ミニチュア撮影の稚拙さと、関屋艇発進の際に爆雷の震動が止んでしまうことが演出ミスではないかと指摘されている。
虚しく海底に座した朝倉艇と、それに気付かず意気揚々と引き上げてゆくイ号潜水艦という締め括りについては、両者の対比によって朝倉少尉の虚しさと孤独感が際立ち、効果的な余韻となったと評価された。

演技面では、デビュー間もなかった宇津井健について「演技者の硬さもあって台無し」と辛口の評価を受けているが、既に劇団青俳の中心メンバーであった岡田英次と木村功の絶望を表す演技については秀逸と評価されている。

## エピソード
- 回天搭乗員8人の設定年齢は22〜25歳となっているが、朝倉少尉役の岡田英次が1920年生まれで撮影当時最年長の34歳。最も若い1931年生まれで23歳だった村瀬少尉役の宇津井健、加藤少尉役の御木本伸介(出演時の名義は鈴木紳也)とは実際には11歳の年齢差があった。
- 本作に携わったスタッフとキャストは毎年暮れに集まり、撮影当時を偲ぶ飲み会を続けていたという[6]。

## 映像ソフト
- VHSソフトが発売されていたほか、2001年6月22日にパイオニアLDCよりDVDが発売され[7][8]、2005年7月にはバップから[9]、2021年8月にはハピネット・ピクチャーズから[10]、それぞれ再販されている。また、2014年11月25日にデアゴスティーニより『隔週刊 東宝・新東宝戦争映画DVDコレクション No.23 人間魚雷回天』が発売された。
- 2001年12月21日には、『軍神山本元帥と連合艦隊』『潜水艦ろ号 未だ浮上せず』を同時収録した3枚組DVD-BOX『新東宝名画傑作選DVD-BOX2 海戦特攻編』が限定版としてパイオニアLDCより発売され[7][11]、2005年7月に同内容のDVDボックスが再販されている[12]。